# Сядоръяха
Сядоръяха (также Сядор-Яха, Сядораяха) — река в России, протекает по территории Ямальского района Ямало-Ненецкого автономного округа, на полуострове Ямал. Длина реки — 164 км, площадь водосборного бассейна — 2260 км².
Исток реки находится в северной части полуострова Ямал. В верховьях течёт на северо-запад. Затем последовательно поворачивает на север и запад. В низовьях вновь устремляется на северо-запад. В среднем течении берега часто обрывистые, активно меандрирует. В бассейне большое количество некрупных озёр. Впадает в Карское море в 32 км к северо-востоку от устья реки Тивтейяхи (Тиутей-Яхи). Река испытывает приливно-отливные течения. Перед устьем ширина реки достигает 250 м, а глубина — 3,5 м. Скорость течения в низовьях — 0,3 м/с.

## Основные притоки
Указаны поименованные притоки длиной более 30 км.
| Название    | Расстояние от устья | Длина | Положение |
| ----------- | ------------------- | ----- | --------- |
| Пыякоеяха   | 35                  | 138   | левый     |
| Пятаяха     | 38                  | 59    | правый    |
| Хальмеръяха | 126                 | 34    | правый    |

## Данные водного реестра
По данным государственного водного реестра России относится к Нижнеобскому бассейновому округу, водохозяйственный участок — реки бассейна Карского моря от западной границы бассейна реки Большая Ою до мыса Скуратова, речной подбассейн реки — подбассейн отсутствует. Речной бассейн реки — Реки бассейна Карского моря междуречья Печоры и Оби.
Код объекта в государственном водном реестре — 15010000112115300040917.